# 3911 Отомо
3911 Отомо (енгл. 3911 Otomo) је астероид главног астероидног појаса са пречником од приближно 15,9 .
Афел астероида је на удаљености од 3,341 астрономских јединица (АЈ) од Сунца, а перихел на 2,730 АЈ.
Ексцентрицитет орбите износи 0,100, инклинација (нагиб) орбите у односу на раван еклиптике 10,741 степени, а орбитални период износи 1932,271 дана (5,290 година).
Апсолутна магнитуда астероида је 11,4 а геометријски албедо 0,193.
Астероид је откривен 31. августа 1940. године.